# Secretaría de Aviación Civil de la Presidencia de la República
La Secretaría de Aviación Civil de la Presidencia de la República (en portugués: Secretaria de Aviação Civil da Presidência da República) fue una secretaría con estatus ministerial vinculada a la Presidencia de la República. Fue creada por la adopción por parte de la presidenta Dilma Rousseff de la medida provisional nº 527, de 18 de marzo de 2011. Fue creada con la finalidad de transferir la administración de la aviación civil, que pertenecía al Ministerio de Defensa.
El 12 de mayo de 2016, fue extinto el estatus ministerial de la Secretaría por la reforma ministerial hecha por el entonces presidente interino Michel Temer, tras su posesión en el cargo. Actualmente forma parte del Ministerio de Transportes, Puertos y Aviación Civil.

## Historia
Con el estatus de ministerio y vinculada a la Presidencia de la República, la Secretaría de Aviación Civil fue creada en 2011 por la Ley nº 12462/2011 con el propósito de coordinar y supervisar acciones dirigidas al desarrollo estratégico del sector de la aviación civil y de la infraestructura aeroportuaria y aeronáutica en Brasil. Fue nombrado en el cargo de ministro jefe el ingeniero Wagner Bittencourt, que permaneció hasta el 15 de marzo de 2013, siendo sustituido por Moreira Franco.
El 1 de enero de 2015, Eliseu Padilha asumió la Secretaría, al inicio del segundo mandato de Rousseff. Dejó el cargo el 1 de diciembre de 2015.
El 17 de marzo de 2016, Mauro Lopes asumió la Secretaría en la misma ceremonia de posesión del expresidente Luiz Inácio Lula da Silva como ministro jefe de la Casa Civil.
El 12 de mayo de 2016, el gobierno federal, por medio de la medida provisional Nº 726, extinguió las Secretarías de Aviación Civil y de Puertos, trasladando sus atribuciones y competencias al Ministerio de Transportes, que pasó a denominarse Ministerio de Transportes, Puertos y Aviación Civil. Desde entonces, Dario Rais Lopez está a cargo de la Secretaría de Aviación Civil del ministerio.

## Titulares
| N.º | Ministro                                 | Inicio                 | Final                                     | Presidente     |
| --- | ---------------------------------------- | ---------------------- | ----------------------------------------- | -------------- |
| 1   | Wagner Bittencourt                       | 18 de marzo de 2011    | 16 de marzo de 2013                       | Dilma Rousseff |
| 2   | Moreira Franco                           | 16 de marzo de 2013    | 1 de enero de 2015                        | Dilma Rousseff |
| 3   | Eliseu Padilha                           | 1 de enero de 2015     | 1 de diciembre de 2015                    | Dilma Rousseff |
| —   | Guilherme Walder Mora Ramalho (interino) | 7 de diciembre de 2015 | 17 de marzo de 2016                       | Dilma Rousseff |
| 4   | Mauro Lopes                              | 17 de marzo de 2016    | 14 de abril de 2016                       | Dilma Rousseff |
| —   | Guilherme Walder Mora Ramalho (interino) | 14 de abril de 2016    | 12 de mayo de 2016 (disolución del cargo) | Dilma Rousseff |